# Joseph Fogerty
Joseph Fogerty FRIBA (Limerick, 7 de abril de 1831 – 2 de setembro de 1899) foi um engenheiro civil e arquiteto irlandês.